# Lescheder Venne
Die Lescheder Venne ist ein Naturschutzgebiet in der niedersächsischen Einheitsgemeinde Emsbüren im Landkreis Emsland.
Das Naturschutzgebiet mit dem Kennzeichen NSG WE 169 ist 12,5 Hektar groß. Es liegt nordwestlich von Emsbüren und stellt zwei Heideweiher unter Schutz, den westlich liegenden Brehlohs Pool und den östlich liegenden, nicht benannten Weiher. Die Weiher sind von flachen Dünenrücken umgeben. Teile des Schutzgebietes sind bewaldet.
Das Naturschutzgebiet ist von einer 235 Meter breiten, insgesamt etwa 60,5 Hektar großen, hydrologischen Schutzzone umgeben, die das Naturschutzgebiet vor entwässerungswirksamen Maßnahmen schützen soll. 
Etwas östlich liegt das Naturschutzgebiet „Lescheder Keienvenn“.
Das Gebiet steht seit dem 5. April 1986 unter Naturschutz. Zuständige untere Naturschutzbehörde ist der Landkreis Emsland.